# Щавелёв, Алексей Сергеевич
Алексе́й Серге́евич Щавелёв (род. 7 сентября 1979) — российский историк-медиевист, специалист по раннему Средневековью, автор работ по широкому кругу тем раннесредневековой истории Восточно-Европейской равнины, Скандинавии, Причерноморья и Византии. Доктор исторических наук (2022), профессор исторического факультета Государственного академического университета гуманитарных наук, ведущий научный сотрудник отдела истории Византии и Восточной Европы Института всеобщей истории РАН, ведущий научный сотрудник Международного центра антропологии НИУ «Высшая школа экономики».

## Биография
Сын философа и историка С. П. Щавелева.
В 2001 году окончил исторический факультет МГУ им. М. В. Ломоносова по кафедре истории России до начала XIX в. Занимался в кафедральном семинаре академика Л. В. Милова. Дипломная работа: «Съезды князей в политической истории Древней Руси (XI — первой четверти XIII вв.)». Научный руководитель: член-корреспондент РАН Я. Н. Щапов.
В 2005 году в Институте всеобщей истории РАН защитил кандидатскую диссертацию «Представления о власти в славянских легендах о первых князьях». Научный руководитель: Е. А. Мельникова. С 2009 года работает в Институте всеобщей истории РАН.
В 2018 году начал работать в НИУ ВШЭ.
2 марта 2022 года защитил докторскую диссертацию «Языческие политии юго-запада Восточно-Европейской равнины IX—X вв.: механизмы формирования властных и территориальных структур в исторической динамике» (научный консультант Е. А. Мельникова; официальные оппоненты А. Г. Еманов, Н. Н. Крадин, А. Е. Мусин).

## Научная деятельность
Занимается проблемами политогенеза, ранними формами политической и социальной организации «варварских» обществ VII—XII веков. В области источниковедения занимается раннеисторическими сочинениями, легендами о власти и происхождении первых правителей, исторической хронологией. В своей монографии А. С. Щавелев предложил первую целостную аналитическую хронологию (список верифицированных дат) истории политии князей Рюриковичей (Руси) языческого периода. В кандидатской диссертации впервые провел структурно-мотивный анализ текстов легенд о первых князьях Руси, Польши и Чехии, отраженных в древнейших историографических памятниках этих стран — «Повести временных лет» и хрониках Галла Анонима и Косьмы Пражского. В докторской диссертации впервые применил современные методы политической антропологии и исторической компаративистики для изучения вождеств Восточно-Европейской равнины IX—X веков.
Автор более 200 публикаций по истории, археологии, филологии, политической антропологии и исторической эпистемологии. Имеет 106 публикаций на ELibrary.Ru, 92 публикаций входят в РИНЦ. Ответственный редактор ВАКовского электронного научно-образовательного журнала «История», выпуск «Начала древнерусского государства» (совместно с Е. А. Мельниковой). Член редакционных коллегий академических ежегодников «Древнейшие государства Восточной Европы» и «Историческая география». Заместитель главного редактора электронного журнала «Graphosphaera. Письмо и письменные практики». Член редакционной коллегии, исполнительный секретарь и бригадир проекта подготовки энциклопедии «Древняя Русь в средневековом мире». Автор статей в Большой российской энциклопедии.

### Популяризация науки
Выступал с лекциями, записи которых попали на YouTube.

## Основные работы

#### Книги
- Щавелёв А. С. Славянские легенды о первых князьях. Сравнительно-историческое исследование моделей власти у славян. / А. С. Щавелев ; Российская Акад. наук, Ин-т всеобщей истории, Московский гос. ун-т им. М. В. Ломоносова, Науч.-исслед. ин-т социальных систем. — Москва : Северный паломник, 2007. — 270, [1] с. : табл.; 23 см; ISBN 5-94431-228-0
- Фетисов А. А., Щавелёв А. С. Викинги. между Скандинавией и Русью.: [12+] / А. А. Фетисов, А. С. Щавелев. — Москва : Вече, cop. 2018. — 317, [2] с. : ил.; 21 см. — (Всемирная история).; ISBN 978-5-4484-0227-2 : 800 экз.
- Фетисов А. А., Щавелёв А. С. Викинги. Между Скандинавией и Русью : [16+] / А. А. Фетисов, А. С. Щавелев. — Москва : Вече, cop. 2017. — 329, [2] с. : ил.; 21 см. — (Всемирная история).; ISBN 978-5-4444-5700-9
- Щавелёв А. С. Хронотоп державы Рюриковичей (911—987 годы) = Chronotope of the Rurikid polity (911—987) : монография / А. С. Щавелев ; Российская академия наук, Институт всеобщей истории. — Москва : Аквилон, 2020. — 556, [1] с. : карт.; 22 см; ISBN 978-5-906578-66-2 : 600 экз.

#### Диссертации
- Щавелёв А. С. Языческие политии юго-запада Восточно-Европейской равнины IX—X вв.: механизмы формирования властных и территориальных структур в исторической динамике : дис. ... докт. ист. наук. — М.: ИВИ РАН, 2021. — 440 с.

#### Статьи
- Щавелёв А. С. Предания о Кие: механизмы включения в летописный текст // Предания и мифы о происхождении власти эпохи Средневековья и раннего Нового времени. — М.: Индрик, 2010. — С. 131—134.
- Арутюнова-Фиданян В. А., Щавелёв А. С. Очерк истории изучения легенд об основаниях городов в древнерусской «Повести временных лет» и армянской «Истории Тарона»: Кий и Куар // Древнейшие государства Восточной Европы — 2011. Устная традиция в письменном тексте. — М.: Университет Дмитрия Пожарского, 2013. — С. 7—33.
- Щавелёв А. С. Русы/росы в Восточной Европе: модель инвазии и некоторые особенности интеграции в мире восточных славян (вторая половина IX—X в.) // Уральский исторический вестник. — 2013. — № 1 (38). — С. 112—121.
- Щавелёв А. С. Два сообщения о росах в главе 42 трактата «Об управлении империей» Константина VII Багрянородного // Античная древность и средние века. — Вып. 41. — Екатеринбург: Изд-во Урал. ун-та, 2013. — С. 144—152.
- Щавелев А. С. Племя северян и хазарские крепости: еще раз о геополитике юга Восточной Европы первой половины IX века // Книга картины земли. — М.: Индрик, 2014. — С. 323—329.
- Щавелёв А. С. Славянские «племена» Восточной Европы X — первой половины XI в.: аутентификация, локализация и хронология // Studia Slavica et Balcanica Petropolitana. — 2015. — № 2. — С. 99—133.
- Щавелёв А. С. Даты договоров Византии и Руси X в. // Восточная Европа в древности и средневековье. XXX Чтения памяти члена-корреспондента АН СССР В. Т. Пашуто. — М.: ИВИ РАН, 2017. — С. 255—262.
- Щавелёв А. С. «Держава Рюриковичей» в первой половине X в.: хронология, территория и социальная структура // Studia Slavica et Balcanica Petropolitana. — 2017. — № 1. — С. 82—112.
- Щавелёв А. С. «Племена» восточных славян: этапы завоевания и степень зависимости от державы Рюриковичей в X в. // Русь эпохи Владимира Великого: государство, церковь, культура. — М.— Вологда: Древности севера, 2017. — С. 24—48.
- Щавелёв А. С. «Город»: к деконструкции спорного историографического концепта // Пространство и урбанизм. Образы, структуры и символы. — М.: ИВИ РАН, 2018. — С. 44—47.
- Щавелёв А. С. «Белые пятна» имажинарной этногеографии «Повести временных лет»: методологические и полемические заметки о локализации общностей дулебов, дреговичей, радимичей тиверцев и хорватов // Историческая география. — Т. 4. — М.: Аквилон, 2019. — С. 167—198.
- Щавелёв А. С. Следы греческой орфографии в личных именах из договора князя Игоря Рюриковича (август 931 г. — декабрь 944 г.) // Древнейшие государства Восточной Европы — 2019—2020. Дипломатические практики античности и средневековья. — М.: Университет Дмитрия Пожарского, 2020. — С. 73—83.
- Щавелёв А. С. Реконструкции и интерпретация рассказа «Древнейшего сказания» (начало — середина XI в.) о походе князя Святослава Игоревича на вятичей и хазар // Вестник Пермского университета. История. — 2020. — № 1 (48). — С. 122—129.
- Щавелёв А. С. К интерпретации двух мест 9 главы трактата «Об управлении империей» («εἰς τὰ πολύδια» и «οἱ Βερβιάνοι») // Dísablót. Сборник статей коллег и учеников к юбилею Е. А. Мельниковой. — М.: Квадрига, 2021. — С. 177—182.
- Щавелёв А. С. «Город» как точка сборки социального пространства и центр концентрации ресурсов архаичных обществ // Историческая география. — Т. 5. — М.: Аквилон, 2021. — С. 7—23.
- Щавелёв А. С. Стейтогенез и письменность (в развитие концепции бюрократического аппарата как ключевого признака государства) // Graphosphaera. — М.: ИВИ РАН, 2021. — Т. 1. — С. 20—40.
- Guimon T. V.,  Shchavelev A. S. History writing // The Routledge Handbook of East Central and Eastern Europe in the Middle Ages, 500—1300 (англ.). — Abindgon—New York: Routledge, 2022. — P. 443—463.
- Щавелёв А. С. Реконструкция и интерпретация рассказа «Древнейшего сказания» (середины XI в.) об Аскольде и Дире // Древнейшие государства Восточной Европы — 2022. Роль религии в формировании социокультурных практик и представлений. — М.: ГАУГН ПРЕСС, 2022. — С. 209—221.
- Фетисов А. А., Щавелёв А. С. Карта культурно-археологических ареалов Восточно-Европейской равнины X в. (к постановке проблемы) // Электронный научно-образовательный журнал «История». — 2022. — T. 13, вып. 5 (115).
- Щавелёв А. С. Генезис древнерусской археологической культуры конца IX — начала XII в.: проблемы и перспективы концептуализации // Мультидисциплинарные исследования в археологии. — 2023. — № 1. — С. 28—55.
- Щавелёв А. С. Древнерусские города Восточно-Европейской равнины X в. по данным письменных источников (к обновлению перспективы исследований) // Шаги / Steps. — 2023. — Т. 9, № 2. — С. 33—56.
- Щавелёв А. С., Фетисов А. А. Элита Сюрнесгарда: к вопросу о социальной стратификации населения Гнёздовского археологического комплекса X — начала XI в. // Известия Уральского федерального университета. Гуманитарные науки. — 2023. — Т. 25, № 2. — С. 9—25.
- Щавелёв А. С. Народ русь IX—X вв.: этническая идентичность и социальная дифференциация // Принципы и формы социальной организации: исторические контексты взаимодействия. — М.: ИД ЯСК, 2024. — С. 135—169.
- Русь (народ) / А. С. Щавелев // Большая российская энциклопедия [Электронный ресурс]. — 2024.
  - Народ русь до конца 9 в. / А. С. Щавелев // Большая российская энциклопедия [Электронный ресурс]. — 2024.
  - Народ русь в первой трети 10 в. — 970-х гг. / А. С. Щавелев // Большая российская энциклопедия [Электронный ресурс]. — 2024.
  - Народ русь в 970-х гг. — середине 11 в. / А. С. Щавелев // Большая российская энциклопедия [Электронный ресурс]. — 2024.